# Интернациональная улица (Тамбов)
Интернациона́льная у́лица — центральная улица города Тамбова.
Изначально называлась Широкая. После постройки дома Дворянского собрания (Тамбовский драматический театр) в 1836 году переименована в Дворянскую. С апреля 1918 года решением исполкома городского Совета названа Интернациональной.

## Объекты на улице
- д. 11а — ТамбовРегионГаз
- д. 12 — Магазин «Эльдорадо»
- д. 14 — Администрация Тамбовской области, Тамбовская областная дума
- д. 15 — Тамбовский драматический театр
- д. 16а — Банк ВТБ 24
- д. 17 — Тамбовская областная универсальная научная библиотека имени А. С. Пушкина
- д. 22 — Кинотеатр «Родина»
- д. 27 — Дворец бракосочетаний, отдел ЗАГС
- д. 33 — Тамбовский Государственный Университет имени Г. Р. Державина
- д. 37 — Отделение пенсионного фонда РФ по г. Тамбову и Тамбовской области
- д. 53 — Избирательная комиссия Тамбовской области
- д. 55 — УФНС России по Тамбовской области
- д. 63 — Суд Ленинского и Советского районов
- д. 86 — Центральный офис «МТС»
- д. 93 — Железнодорожная больница
- д. 118 — ДК «Знамя Труда»